# 타미라 멘사스톡
타미라 마리아마 멘사스톡(영어: Tamyra Mariama Mensah Stock, 1992년 10월 11일~)은 미국의 레슬링 선수로 2020년 하계 올림픽 여자 라이트헤비급에서 금메달을 획득했다.